# Fletcher Markle
Fletcher Markle (27 de marzo de 1921-23 de mayo de 1991) fue un actor, guionista, productor y director cinematográfico y televisivo canadiense. 

## Biografía
Nacido en Winnipeg, Manitoba (Canadá), Markle inició su carrera artística a principios de los años 1940 en Vancouver, Columbia Británica haciendo radioteatro con un grupo de intérpretes que incluía a John Drainie, Lister Sinclair, Bernie Braden y Alan Young, en emisoras como CKBD y la cadena CBC/Radio-Canada. Durante la Segunda Guerra Mundial, el grupo se trasladó a Toronto, y Markle fue actor en Journey Together (1946). Después se mudó a Nueva York y, aunque no apareció en los créditos, contribuyó al guion del film de Orson Welles La dama de Shanghái (1947).
Durante su estancia en Nueva York, contribuyó al programa radiofónico de antología de la CBS Studio One, el cual más adelante adaptó a la televisión. Produjo, colaboró en el guion, y tuvo un papel cameo en la película Jigsaw (1949). Fue además director de Nancy Reagan, Ray Milland y John Hodiak en Night into Morning (1951).
En los años 1950 y primeros 1960, fue director, productor y presentador de diferentes series televisivas, entre ellas Front Row Center, el show de Boris Karloff Thriller, Father of the Bride y Telescope. Dirigió el film The Incredible Journey (1963), producido por Walt Disney. Además, a Markle se le debe haber contratado a Lorne Greene para interpretar a Ben Cartwright en la serie  Bonanza.
La primera esposa de Markle fue Helen Blanche Willis, de la cual se divorció en 1949. Mientras trabajaba para Orson Welles conoció a su segunda esposa, Mercedes McCambridge. Se divorciaron en 1962. Markle se casó una tercera vez, con Dorothy Conradt en 1963.
Fletcher Markle falleció en 1991 en el Hospital Huntington de Pasadena, California, a causa de una dolencia cardiaca.

## Filmografía

### Productor
- 1949 : Journey Together
- 1949 : Jigsaw
- 1949 : Front Row Center (episodios desconocidos)
- 1951 : Grounds for Marriage
- 1952 : Ford Theatre (episodios desconocidos)
- 1953 : Life with Father (episodios desconocidos)
- 1953 : Studio One (1 episodio)
- 1955 : Front Row Center (5 episodios)
- 1958 : Panic! (1 episodio)
- 1958 : Colgate Theatre (1 episodio)
- 1960 : Thriller (8 episodios)
- 1961 : Hong Kong (5 episodios)
- 1965 : Vacation Playhouse (1 episodio)
- 1966-1971 : Telescope (8 episodios)
- Frances Farmer Presents (episodios desconocidos)

### Director
- Studio One (episodios desconocidos)
- Front Row Center (episodios desconocidos)
- Rendezvous (episodios desconocidos)
- Father of the Bride (episodios desconocidos)
- 1949 : Jigsaw
- 1951 : Night into Morning
- 1951 : The Man with a Cloak
- 1952 : The Ford Television Theatre (1 episodio)
- 1953 : Footlights Theater (1 episodio)
- 1955 : Front Row Center (4 episodios)
- 1957 : The George Sanders Mystery Theater (8 episodios)
- 1958 : Panic! (1 episodio)
- 1958 : Colgate Theatre (1 episodio)
- 1959 : Buckskin (1 episodio)
- 1960 : Thriller (1 episodio)
- 1961 : Hong Kong (1 episodio)
- 1963 : The Incredible Journey
- 1965 : Vacation Playhouse (1 episodio)
- 1964-1966 : Telescope (2 episodios)
- 1969 : Julia (2 episodios)
- 1977 : Walt Disney anthology television series (1 episodio)

### Guionista
- 1947 : La dama de Shanghái
- 1949 : Jigsaw
- 1964 : The Wednesday Play (1 episodio)